# Хорошо быть тихоней
«Хорошо́ быть тихо́ней» (англ. The Perks of Being a Wallflower) — американский художественный фильм, экранизация одноимённого эпистолярного романа Стивена Чбоски, который выступил в качестве режиссёра ленты. Премьера состоялась на кинофестивале в Торонто 8 сентября 2012 года. Премьера в России — 20 сентября. Картина получила премию «Независимый дух» за лучший дебютный фильм и попала в десятку лучших фильмов года по версии Национального совета кинокритиков США.

## Сюжет
События в фильме развиваются с 25 августа 1991 по 22 июня 1992 года. Эпилог — 23 августа 1992 года.
Главный герой — Чарли, подросток-интроверт. После смерти двух близких для него людей, тёти Хелен и лучшего друга Майкла, он находится в депрессивном состоянии. Однажды, зайдя в класс, Чарли слышит разговор одноклассниц об одном парне, который умеет слушать и понимать. К тому же, он не переспал ни с одной из них на вечеринке, хотя у него была такая возможность. Узнав адрес этого парня, Чарли начал писать ему письма, излагая свои переживания и мысли, не указывая своего адреса, а имена изменял на другие и похожие.
Чарли рассказывает о странном самоубийстве своего лучшего друга Майкла, новом друге в лице учителя английского, сестре и её парне, семье. Позже Чарли рассказывает о Патрике, который посещает вместе с ним уроки труда. Патрика все называли «Никак».
Через некоторое время Чарли знакомится с Сэм на школьном футболе, позже он узнаёт, что она — сводная сестра Патрика. Чарли рассказывает Сэм о своих чувствах, но у Сэм есть парень Крэйг, и она советует забыть о ней. Тогда Патрик повествует Чарли об отношениях между парнями и девушками. Патрик и Сэм знакомят Чарли с Бобом и всей тусовкой. Чарли против своей воли пробует наркотики.
Жизнь главного героя сильно меняется после этих знакомств: он наконец-то обрел новых друзей и больше не одинок. Оказалось, что Патрик — гей и встречается со школьной спортивной звездой — Брэдом. У Чарли появляется первый сексуальный опыт с девушкой из тусовки по имени Мэри-Элизабет, но, к сожалению, он не может забыть Сэм. Однажды он целует Сэм на глазах у всей компании, все встают на сторону Мэри-Элизабет, осуждают Чарли и прекращают общение с ним.
Отношения Патрика с Брэдом прекращаются, поскольку отец бойфренда застал их вместе. После этого друзья Брэда подставляют «подножку» Патрику, и тот падает на виду у всей столовой. Завязывается драка, свидетелем которой является Чарли. Он отключился, а когда опомнился, то узнал, что ввязался в драку и спас Патрика. Дружба Чарли с компанией Сэм и Патрика возобновляется.
Сэм и Патрик заканчивают школу и уезжают учиться в другой город. В последний вечер Сэм и Чарли целуются, тем самым признавшись друг другу в чувствах. На фоне переживаний из-за отъезда друзей Чарли снова вспоминает тётю Хелен и винит себя в её смерти. Психика Чарли не выдерживает, и у юноши случается нервный срыв. В больнице Чарли соглашается на занятия с психологом и всё больше вспоминает своё детство. Эти беседы помогают Чарли понять, что он систематически подвергался сексуальному насилию со стороны тети. Позднее психолог рассказывает об этом родителям Чарли, и они оказывают ему поддержку.
В конце фильма Чарли, Сэм и Патрик проезжают под тем самым тоннелем, ставшим для них частью себя и частью вечности.

## Актёрский состав
| В ролях          |  | Персонаж |
| ---------------- |  | --- |
| Логан Лерман     |  | Чарли — сын миссис Кельмекис и мистера Кельмекиса, брат Криса и Кэндис, племянник тёти Хелен, бывший лучший друг Майкла. Сейчас влюблён в Сэм, но пытался встречаться с Мэри-Элизабет.. |
| Эмма Уотсон      |  | Сэм — сводная сестра Патрика (по матери), бывшая девушка Крэйга. |
| Эзра Миллер      |  | Патрик — сводный брат Сэм (мать Сэм вышла замуж за отца Патрика). Патрик — гей, бывший парень Брэда.                                                                                    |
| Мэй Уитман       |  | Мэри-Элизабет — буддистка и панк, первая девушка Чарли, безответно влюблённая в него, лучшая подруга Элис, встречается с другом Крэйга.                                                 |
| Эрин Вильхельми  |  | Элис — лучшая подруга Мэри-Элизабет. Элис из богатой семьи. Эта девушка обожает вампиров и хочет сниматься в кино.                                                                      |
| Джулия Гарнер    |  | Сьюзан — старая подруга Чарли, но в последнее время они не общаются. |
| Джонни Симмонс   |  | Брэд — скрытый гей, бывший парень Патрика. |
| Рис Томпсон      |  | Крэйг — бывший парень Сэм. |
| Пол Радд         |  | мистер Андерсон — учитель английской литературы. |
| Том Савини       |  | мистер Каллахан — учитель труда. |
| Кейт Уолш        |  | миссис Кельмекис — жена мистера Кельмекиса, мать Криса, Чарли и Кэндис. |
| Дилан Макдермотт |  | мистер Кельмекис — муж миссис Кельмекис, отец Криса, Чарли и Кэндис. |
| Мелани Лински    |  | Хелен — тётя Криса, Чарли и Кэндис. |
| Зейн Хольц       |  | Крис — сын мистера и миссис Кельмекис, старший брат Чарли и Кэндис, племянник тёти Хелен, студент университета и подающий надежды бейсболист.                                           |
| Нина Добрев      |  | Кэндис — дочь Кельмекисов, сестра Чарли и Криса, племянница тёти Хелен, девушка Дерека.                                                                                                 |

## Саундтрек
| №   | Название                      | Музыка                 | Длительность |
| --- | ----------------------------- | ---------------------- | ------------ |
| 1.  | «Could It Be Another Change?» | The Samples            | 3:27         |
| 2.  | «Come On Eileen»              | Dexys Midnight Runners | 4:12         |
| 3.  | «Tugboat»                     | Galaxie 500            | 3:54         |
| 4.  | «Temptation»                  | New Order              | 5:22         |
| 5.  | «Evensong»                    | The Innocence Mission  | 3:40         |
| 6.  | «Asleep»                      | The Smiths             | 4:10         |
| 7.  | «Low»                         | Cracker                | 4:34         |
| 8.  | «Teen Age Riot»               | Sonic Youth            | 6:57         |
| 9.  | «Dear God»                    | XTC                    | 3:36         |
| 10. | «Pearly-Dewdrops' Drops»      | Cocteau Twins          | 4:10         |
| 11. | «Charlie's Last Letter»       | Michael Brook          | 1:48         |
| 12. | «Heroes»                      | David Bowie            | 6:08         |

## Музыка
| №  | Название               | Музыка        | Длительность |
| -- | ---------------------- | ------------- | ------------ |
| 1. | «First Day»            | Michael Brook | 2:32         |
| 2. | «Home Again»           | Michael Brook | 1:40         |
| 3. | «Charlie Speaks»       | Michael Brook | 2:03         |
| 4. | «Candace»              | Michael Brook | 1:46         |
| 5. | «Charlie's Gifts»      | Michael Brook | 0:55         |
| 6. | «Kiss Breakdown»       | Michael Brook | 5:12         |
| 7. | «Acid»                 | Michael Brook | 3:12         |
| 8. | «Charlie's First Kiss» | Michael Brook | 3:34         |
| 9. | «Shard»                | Michael Brook | 2:47         |

## Съёмки
- Съёмки проходили в Питтсбурге с 9 мая по 29 июня 2011 года.[3]
- Трейлер фильма был представлен на MTV Movie Awards, 3 июня 2012 в Лос-Анджелесе.

## Отзывы
На сайте-агрегаторе Rotten Tomatoes фильм имеет рейтинг 85% на основании 168 критических отзывов. На сайте Metacritic рейтинг фильма составляет 67 из 100 на основании 36 отзывов.